# Ősagárd
Ősagárd is een plaats (község) en gemeente in het Hongaarse comitaat Nógrád. Ősagárd telt 343 inwoners (2001).